# گبر
گبر یا گَوْر واژه‌ایست در فارسی جدید به معنی زرتشتی، که بعدتر معنای توهین‌آمیز گرفت و به تمامی غیرمسلمانان گفته می‌شد. پیش‌تر این واژه را تغییریافتهٔ واژهٔ عربی «کافر» می‌پنداشتند، ولی اکنون نظریه غالب این است که از واژهٔ آرامی gbrʾ (خوانش: گَبْرا یا گَوْرا؛ به معنی مرد) است که در فارسی میانه نیز به صورت هزوارش GBRA (خوانش: mard) به کار می‌رفته‌است. این واژه احتمالاً در همان دوران ساسانیان برای اشاره به بخشی از زرتشتیان ساکن میان‌رودان (زیستگاه آرامیان) گفته می‌شد و بعدتر پس از اسلام میان ایرانیان به عنوان واژه‌ای کلی برای اشاره به زرتشتیان رواج پیدا کرده‌است. در زبان‌های بلوچی و کردی نیز این واژه دیده شده که به معنی مرد است. در کردی، گور به معنی بزرگ و گورگارکان یعنی بزرگ بزرگان یا پهلوان‌است. این واژه از فارسی وارد ترکی عثمانی شده و به کافران و به‌خصوص به اقوام مسیحی بومی آناتولی (یونانی، ارمنی، صرب، بلغار و آشوری) گفته می‌شد. زرتشتیان خود را بهدین یا زرتشتی یا وِهدین نامند. لهجهٔ زرتشتیان را گبری خوانند که پورداوود این لهجه را به جای گبری بهدینی نامیده‌است. لهجهٔ گبری را اردشیر مهربان یزدی گردآوری کرده که با یک ترجمهٔ انگلیسی توسط ادوارد براون انتشار یافته‌است. زرتشتیان خود، مرد را گوره گویند و در زبان زرتشتی خود را گَوران مینامند.

## معنا در زبان مازندرانی
کلمه گَبْر در زبان مازندرانی دارای بار معنایی بسیار منفی است و در بیشتر شهرهای مازندران، مفهوم آن شناخته‌شده و رایج است. معنای این واژه در گویش مازنی صرفاً به معنای «بی‌اعتقاد» یا «کافر» نیست، بلکه به فردی اطلاق می‌شود که هیچ‌گونه اعتقادی ندارد، هیچ ارزشی را به رسمیت نمی‌شناسد و به هیچ اصلی پایبند نیست.

### تفاوت کلیدی با «بی‌اعتقاد»
نکته مهم این است که در زبان مازندرانی، یک فرد بی‌اعتقاد ممکن است همچنان به اصول انسانی پایبند باشد؛ برای مثال به قولی که می‌دهد وفادار است، عاطفه دارد و برای خانواده خود اهمیت قائل می‌شود. اما واژه گَبْر به چنین شخصی اطلاق نمی‌شود. این کلمه به فردی اشاره دارد که نه تنها بی‌اعتقاد است، بلکه از ارزش‌های بنیادین انسانی مانند عاطفه، تعهد و اخلاق نیز تهی است. در واقع، «گَبْر» یک فرد بی‌اعتقادِ بی‌عاطفه و بی‌اصول است.

### مثال در گویش مازندرانی
این واژه معمولاً در جملات کنایه‌آمیز برای زیر سؤال بردن اصول اخلاقی یک فرد به کار می‌رود.
- جمله (با گویش بابلی): «گَبْر بَیْی؟» (Gabr bayyī?)
- برگردان فارسی: «اینقدر بی‌عاطفه و بی‌اصول شده‌ای؟» (به معنی تحت‌اللفظی: آیا گبر شده‌ای؟)

این پرسش در واقع کنایه‌ای است به اینکه فرد مورد نظر، از ارزش‌های انسانی و اخلاقی فاصله گرفته است.